# خورشید سیاه (فیلم ۲۰۰۷)
خورشید سیاه (ایتالیایی: Il sole nero) فیلمی درام به کارگردانی کشیشتف زانوسی است که در سال ۲۰۰۷ منتشر شد. از بازیگران آن می‌توان به والریا گولینو و کاسپار کاپارونی اشاره کرد.